# Кадышев, Кирилл Андреевич
Кирилл Андреевич Кадышев (род. 27 марта 2002, Челябинск) — российский хоккеист, нападающий.

## Биография
Воспитанник челябинского хоккея — «Мечел» (2011—2015), «Трактор» (с 2015 года). В сезонах 2019/20 — 2021/22 играл за команду МХЛ «Белые медведи». С сезона-2020/21 — игрок команды ВХЛ «Челмет». В январе 2024 года дебютировал в КХЛ, проведя пять матчей.